# FARICE-1

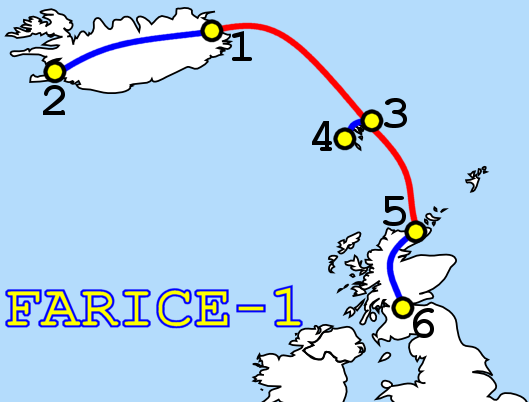
Le tracé de FARICE-1. En bleu, parties terrestres ; en rouge, parties sous-marines.
2 : Reykjavik.
1 : Seyðisfjörður (Islande).
3 : Funningsfjørður (Féroé).
4 : une branche vers Tórshavn.
5 : baie de Dunnet (Caithness en Écosse).
6 : Édimbourg.

FARICE-1 est un câble sous-marin de télécommunications reliant l'Islande, les îles Féroé et le Royaume-Uni, et mis en service en 2004 par l'opérateur FARICE.